# Combat 18
Combat 18 és una organització armada neonazi fundada al Regne Unit el 1992, però amb lligams al Canadà i als Estats Units d'Amèrica. Des de la seva fundació s'ha estès a altres països, inclosa Alemanya i Espanya, on va ser introduïda principalment per Carsten Szczepanski a través del fanzín United Skins i del francó Bernd Peruch i el grup de RAC de Dortmund Oidoxie. Els membres de Combat 18 han estat sospitosos d'estar implicats o ser directament responsables d'atemptar conta la vida de nombrosos immigrants, no blancs i del polític alemany Walter Lübcke, així com de purgues internes.
El 21 de juny de 2019, el govern del Canadà va afegir Combat 18, al costat de la seva filial Blood & Honour, a la llista d'organitzacions terroristes, sent el primer cop que un grup d'extrema dreta era afegit a la llista. Els membres del Regne Unit tenen prohibit unir-se al Servei Penitenciari Britànic, a les forces armades i a la policia. El 23 de gener de 2020, el govern d'Alemanya va anunciar la prohibició de la branca alemanya de Combat 18. El 17 d'octubre de 2023 el cos de Mossos d'Esquadra ha engegat una operació policial contra la filial d'aquesta organització en diverses ciutats catalanes.

## Nom
El nom de Combat 18, sovint abreujat "C18" o "318". El nombre "18" del seu nom prové de la posició en l'alfabet llatí de les lletres "A" i "H", inicials del líder del Tercer Reich alemany Adolf Hitler.

## Història

### Fundació
A principis de 1992, el Partit Nacional Britànic (BNP) d'extrema dreta va formar Combat 18 com a grup de vigilància amb el propòsit de protegir els seus esdeveniments dels atacs antifeixistes. Els seus fundadors van incloure Charlie Sargent i Harold Covington.
Combat 18 aviat va atraure l'atenció per amenaces de violència contra immigrants, contra membres de minories ètniques i membres d'esquerra. El 1992 va començar a publicar la revista Redwatch, que contenia fotografies, noms i adreces d'opositors polítics. Combat 18 és un grup obertament neonazi que es dedica a la violència i hostil a la política electoral, per aquest motiu Charlie Sargent es va escindir del BNP el 1993.